# Dancing Queens (película)
Dancing Queens es una película de comedia dramática sueca de 2021 dirigida por Helena Bergström, escrita por Bergström y Denize Karabuda. Está protagonizada por Molly Nutley, Fredrik Quiñones, Marie Göranzon y Mattias Nordkvist.

## Sinopsis
Dylan Pettersson, una joven de 23 años de una pequeña isla del archipiélago de Bohuslän, aspira a ser bailarina profesional. Ha hablado de cubrir las tareas de limpieza en el club gay de drag queens durante una semana. Víctor, el bailarín y coreógrafo estrella del club, descubre el talento de Dylan y ella quiere desesperadamente ser bailarina en el programa, pero es una niña, y es un espectáculo de drag.

## Reparto
- Molly Nutley como Dylan Pettersson.
- Fredrik Quiñones como Victor.
- Marie Göranzon como Margareta.
- Mattias Nordkvist como Kenneth Petterson.
- Claes Malmberg como Tommy La Diva.
- Christopher Wollter como Micke Seth.
- Emil Almén como Magnus.
- Razmus Nyström como Sasha.
- André Christenson como Joel.
- Louie Indriana como Hassan.

## Liberación
Dancing Queens fue estrenado digitalmente por Netflix el 3 de junio de 2021.
 